# Maria Cristina Ponteprimo
Maria Cristina Ponteprimo (Torino, 5 agosto 1961) è un'ex nuotatrice italiana, specializzata nello stile libero.